# Bahnstrecke Amberg–Schnaittenbach
| |                      |                           |                           |
| Streckennummer (DB): | 5062                 |                           |                           |
| Kursbuchstrecke: | 423c (1946)          |                           |                           |
| Streckenlänge: | 21,381 km            |                           |                           |
| Spurweite: | 1435 mm (Normalspur) |                           |                           |
| |                      |                           |                           |
| \| \| \| von Irrenlohe \| \| \| \| \| von Schmidmühlen \| \| \| \| 0,000 \| Amberg \| 385 m \| \| \| \| nach Nürnberg Hbf \| \| \| \| 3,10 \| Neumühle (b Amberg) \| Neumühle (b Amberg) \| \| \| 6,30 \| Poppenricht \| Poppenricht \| \| \| \| Bundesstraße 299 \| \| \| \| 9,60 \| Mimbach \| Mimbach \| \| \| 12,80 \| Gebenbach \| Gebenbach \| \| \| \| Bundesstraße 14 \| \| \| \| \| Bundesstraße 14 \| \| \| \| 17,860 \| Hirschau \| Hirschau \| \| \| 18,30 \| Anst Amberger Kaolinwerke \| Anst Amberger Kaolinwerke \| \| \| 20,377 \| Anst Dorfner \| Anst Dorfner \| \| \| 21,381 \| Schnaittenbach \| 411 m \| |                      |                           |                           |
| Strecke |                      | von Irrenlohe             | von Irrenlohe             |
| Abzweig geradeaus und ehemals von links |                      | von Schmidmühlen          | von Schmidmühlen          |
| Bahnhof | 0,000                | Amberg                    | 385 m                     |
| Abzweig geradeaus und nach links |                      | nach Nürnberg Hbf         | nach Nürnberg Hbf         |
| ehemaliger Haltepunkt / Haltestelle | 3,10                 | Neumühle (b Amberg)       | Neumühle (b Amberg)       |
| ehemaliger Haltepunkt / Haltestelle | 6,30                 | Poppenricht               | Poppenricht               |
| Strecke mit Straßenbrücke |                      | Bundesstraße 299          | Bundesstraße 299          |
| ehemaliger Haltepunkt / Haltestelle | 9,60                 | Mimbach                   | Mimbach                   |
| ehemaliger Haltepunkt / Haltestelle | 12,80                | Gebenbach                 | Gebenbach                 |
| Strecke mit Straßenbrücke |                      | Bundesstraße 14           | Bundesstraße 14           |
| Strecke mit Straßenbrücke |                      | Bundesstraße 14           | Bundesstraße 14           |
| Dienststation / Betriebs- oder Güterbahnhof | 17,860               | Hirschau                  | Hirschau                  |
| Abzweig geradeaus und nach rechts | 18,30                | Anst Amberger Kaolinwerke | Anst Amberger Kaolinwerke |
| Abzweig geradeaus und von rechts | 20,377               | Anst Dorfner              | Anst Dorfner              |
| Betriebs-/Güterbahnhof Streckenende | 21,381               | Schnaittenbach            | 411 m                     |

Die Bahnstrecke Amberg–Schnaittenbach, im Volksmund auch Hirschauer Bockl genannt, ist eine Nebenbahn in Bayern. Sie zweigt im Bahnhof Amberg aus der Bahnstrecke Nürnberg–Irrenlohe ab und führt über Hirschau nach Schnaittenbach.

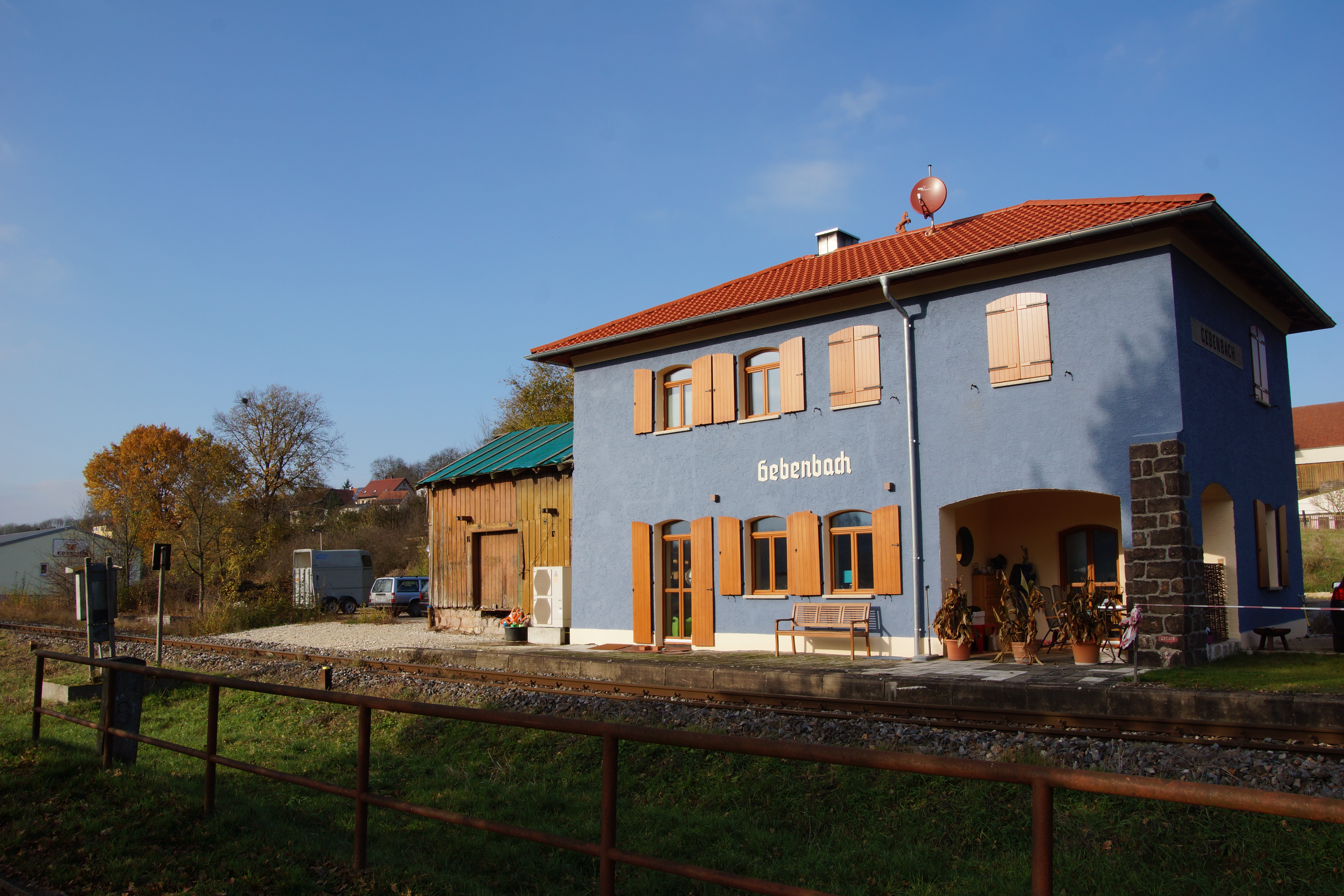
Ehem. Bahnhof Gebenbach (2016)

## Geschichte

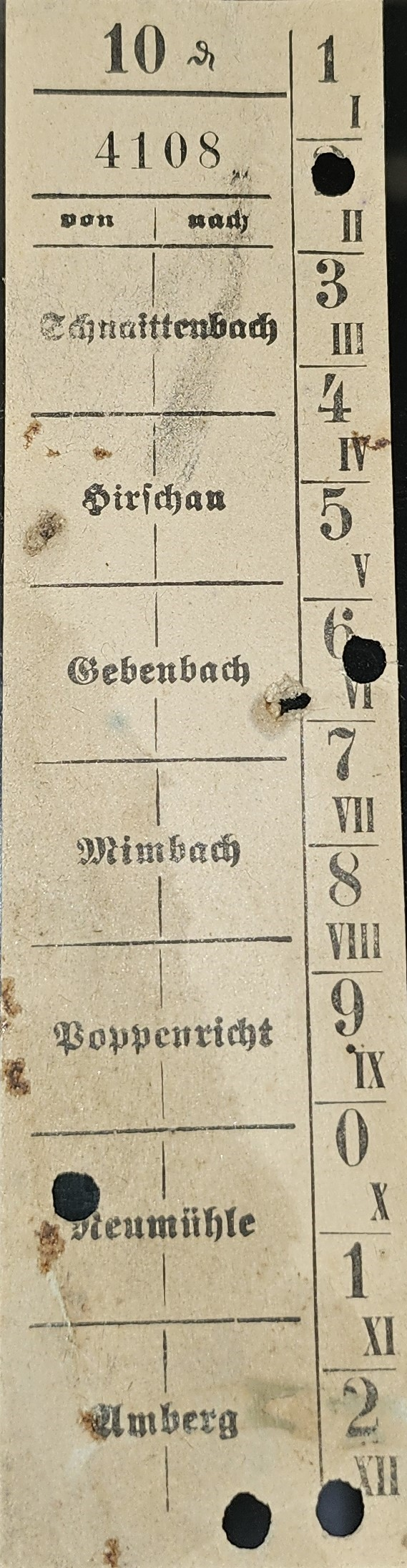
Originale Fahrkarte der Lokalbahn Amberg–Schnaittenbach

Die Strecke wurde am 8. Oktober 1898 von den Königlich Bayerischen Staatseisenbahnen eröffnet. Die Baukosten betrugen 1.125.900 Mark.

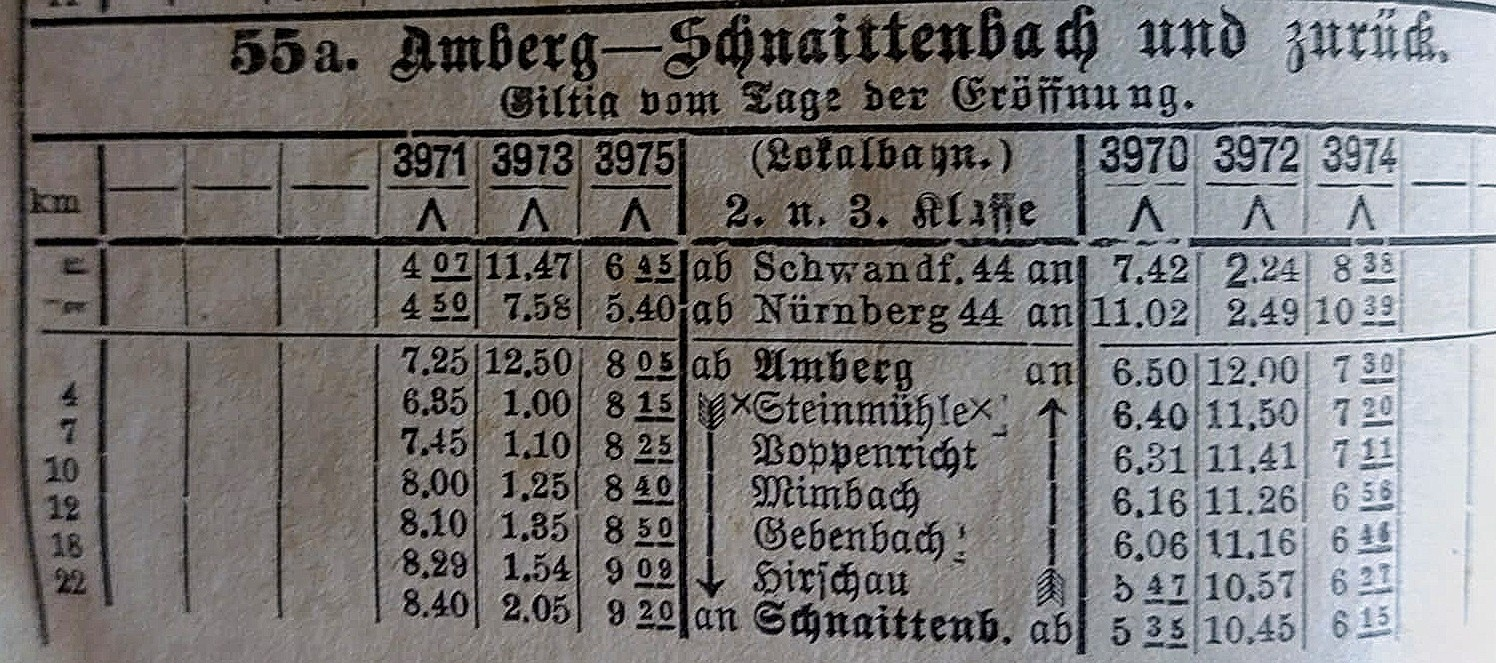
Fahrplan der Strecke Amberg – Schnaittenbach von 1898–1899 aus dem Kgl. Bayer. Staatseisenbahn Kursbuch mit der Beschreibung „Giltig vom Tage der Eröffnung“

Der Sommerfahrplan 1939 verzeichnete vier Personenzugpaare zwischen Amberg und Schnaittenbach. Die Züge benötigten für die 21 Kilometer lange Strecke etwa 35 Minuten, was einer Reisegeschwindigkeit von etwa 36 km/h entsprach.
In der Zeit nach dem Zweiten Weltkrieg gab es vergebliche Versuche, eine Streckenerweiterung von Schnaittenbach ins Naabtal bei Wernberg (Anschluss oder Übergang zur Bahnstrecke Regensburg–Weiden) zu bauen, die den Schienenweg zu den Porzellanfabriken in Oberfranken, den Hauptabnehmern der Kaolinproduktion, erheblich verkürzt hätte.
In den vergangenen Jahrzehnten besaß sie zeitweise das höchste Güteraufkommen aller bayerischen Nebenbahnen und wurde dem sogenannten betriebswirtschaftlich optimalen Netz der früheren Deutschen Bundesbahn zugeordnet.
Der Personenverkehr, der in all den Jahren mit drei bis vier Zugpaaren am Tage bewältigt werden konnte, litt schon früh unter der Konkurrenz bahneigener Omnibusse und der privaten Motorisierung. Nach 1960 wurde er auf ein Zugpaar für den Schülerverkehr eingeschränkt, am 30. Mai 1976 wurde er eingestellt. Der Güterverkehr dient seit 1996 nur noch dem Kaolintransport.
Um 2010 wurde die gesamte Gleisstrecke erneuert und der Unterbau verfestigt.
Bei der Strecke handelt es sich um eine der rentabelsten Nebenstrecken Deutschlands.

## Streckenbeschreibung
Sie folgt von Amberg aus zunächst der Vils aufwärts, biegt dann nach Osten ab und erreicht über Hirschau ihren Endpunkt in Schnaittenbach. Hier befinden sich drei bedeutende Kaolingruben, die dieser Bahn das Überleben gesichert haben.